# Георги Золотович (лекар)
Вижте пояснителната страница за други личности с името Георги Золотович.
Георги Димитров Золотович е български лекар., санитарен полковник от българската армия.

## Биография
Роден е през 1855 г. в Цариград. Като студент участва в руската санитарна мисия по време на Сръбско-турската война от 1876 г. Специализира хирургия в Москва през 1879 г. През 1879 г. в Пловдив, като военен лекар извършва първата овариотомия в България. От 1879 до 1891 г. е последователно дружинен, полкови и дивизионен лекар в първа пехотна софийска дивизия. По това време е лекар на Военното училище и началник на неговото фелдшерско отделение. В периода 1 декември 1891 – 14 март 1893 г. е завеждащ Софийската обща гарнизонна болница (днес ВМА е неин наследник). Между 1894 и 1900 г. е председател на Върховния медицински съвет и директор на Гражданската санитарна дирекция. През 1904 г. става директор на Дирекцията на народното здраве и председател на VII Върховен медицински съвет. Автор е на над 80 труда върху санитарно-хигиенното дело. Активен сътрудник е на списанията „Медицинска сбирка“, „Медицински преглед“ и „Медицински сборник“. Умира на 4 ноември през 1927 г. Награждаван е с орден „За храброст“ – IV степен (1886), орден „Св. Александър“ – V ст. (1883) и IV ст. (1889) и орден „За граждански заслуги“ (1895).